# Operación Vellocino de Oro
La Operación Vellocino de Oro (griego: Επιχείρηση Χρυσόμαλλο Δέρας) fue una operación de evacuación llevada a cabo por la Armada Griega en agosto de 1993 para evacuar a más de 1000 nativos de Georgia que huyeron de la guerra en Abjasia a Grecia.

## Griegos en Abjasia
Después de la Segunda Guerra Mundial, los griegos étnicos de la ASR abjasia fueron deportados por orden de Iósif Stalin en 1949-1950. Se les permitió regresar a fines de la década de 1950, sin embargo, su número nunca alcanzó el nivel previo a la deportación.
La mayoría de los griegos huyeron de Abjasia (principalmente a Grecia y Rusia) durante y después de la guerra de 1992-1993, por lo que su número disminuyó de 14 664 en 1989 a solo 1486 en 2003.